# 카테콜아민

카테콜

카테콜아민(영어: catecholamine, CA)은 모노아민 신경전달물질로, 카테콜(두 개의 하이드록실기 곁사슬을 나란히 가지고 있는 벤젠)을 모체로 하여 곁사슬에 아미노기(물질명은 아민)를 가지고 있는 유기 화합물이다.
카테콜은 자유 분자이거나 더 큰 분자의 치환기일 수 있으며, 1,2-다이하이드록시벤젠으로 나타내기도 한다.
카테콜아민은 아미노산인 티로신으로부터 유래되는데, 티로신은 식품으로부터 섭취하거나 페닐알라닌으로부터 합성된다. 카테콜아민은 수용성이며, 50%는 순환계에서 혈장 단백질과 결합한다.
카테콜아민에는 에피네프린(아드레날린), 노르에피네프린(노르아드레날린), 도파민이 포함된다. 부신의 부신속질에서 호르몬인 에피네프린과 노르에피네프린이 방출되는 것은 투쟁-도피 반응의 일부이다.
티로신은 페닐알라닌 하이드록실화효소에 의한 하이드록실화를 통해 페닐알라닌으로부터 생성된다. 티로신은 또한 식품의 단백질로부터 직접적으로 섭취된다. 카테콜아민을 분비하는 세포는 여러 가지 반응을 사용하여 티로신을 연속적으로 L-도파로, 그 다음에 도파민으로 전환한다. 세포 유형에 따라 도파민은 노르에피네프린으로 전환되거나 노르에피네프린이 에피네프린으로 전환될 수도 있다.
다양한 각성제(예: 다수의 치환 암페타민)는 카테콜아민 유사체이다.

## 구조
카테콜아민은 두 개의 하이드록실기, 중간의 에틸 사슬, 말단에 아미노기를 갖는 벤젠 고리라는 독특한 구조를 가지고 있다. 노르에피네프린과 같은 페닐에탄올아민은 에틸 사슬에 하이드록실기를 가지고 있다.

## 생성 및 분해

### 위치
카테콜아민은 주로 부신 속질의 크롬친화세포와 교감 신경계의 신경절 후 섬유에 의해 생성된다. 중추 신경계에서 신경전달물질로 작용하는 도파민은 뇌줄기의 두 영역, 즉 배쪽 피개부과 신경멜라민 색소가 함유된 뉴런이 들어 있는 흑색질의 신경 세포체에서 크게 생성된다. 청색반점의 유사한 신경멜라닌 색소 세포체는 노르에피네프린을 생성한다. 에피네프린은 사람 뇌의 소수의 뉴런에서 생성되며, 이 뉴런은 페닐에탄올아민 N-메틸기전이효소를 발현한다. 이들 뉴런은 맨아래구역에 인접한(복측) 핵과 고립로의 등쪽 영역에 있는 핵으로부터 돌출된다.

### 생합성
도파민은 L-도파로부터 합성되는 첫 번째 카테콜아민이다. 결과적으로 노르에피네프린과 에피네프린은 도파민의 추가적인 대사적 변형을 통해 생성된다. 도파민 β-하이드록실화효소는 보조 인자로 구리를 필요로 하고(그림에 표시되지 않음), 방향족 L-아미노산 탈카복실화효소는 보조 인자로 피리독살 인산(PLP)을 필요로 한다(그림에 표시되지 않음). 주된 대사 경로를 통한 카테콜아민 생합성에서 속도 제한 단계는 L-티로신으로부터 L-도파로의 하이드록실화 반응이다.
카테콜아민 합성은 티로신 하이드록실화효소를 저해하는 α-메틸-p-티로신(AMPT)에 의해 저해된다.
아미노산인 페닐알라닌과 티로신은 카테콜아민의 전구체이다. 두 아미노산은 모두 혈장과 뇌에서 높은 농도로 발견된다. 포유류의 경우, 티로신은 페닐알라닌 하이드록실화효소에 의해 음식물로 섭취된 페닐알라닌으로부터 생성될 수 있으며, 이 효소는 간에서 다량으로 발견된다. 페닐알라닌 하이드록실화효소가 결핍되면 페닐케톤뇨증이 발생한다. 페닐케톤뇨증은 지능 저하로 이어질 수 있는 대사 이상인데, 식단 조절로 치료하지 않으면 문제가 해결되지 않는다. 카테콜아민 합성은 일반적으로 티로신으로부터 시작된다고 여겨진다. 티로신 하이드록실화효소(TH)는 아미노산인 L-티로신을 3,4-다이하이드록시페닐알라닌(L-도파)으로 전환한다. 티로신 하이드록실화효소에 의한 L-티로신의 하이드록실화 반응은 도파민(DA)의 전구체인 L-도파의 형성을 초래하며, 이는 방향족 L-아미노산 탈카복실화효소(AADC)에 의해 신경전달물질인 도파민으로 대사된다. 이 단계는 너무 빠르게 일어나서 방향족 L-아미노산 탈카복실화효소를 먼저 저해하지 않고는 뇌에서 L-도파를 측정하기가 어렵다. 도파민을 신경전달물질로 사용하는 뉴런에서 L-도파가 도파민으로 탈카복실화되는 것은 신경전달물질의 형성의 마지막 단계이다. 그러나 노르에피네프린(노르아드레날린)이나 에피네프린(아드레날린)을 신경전달물질로 사용하는 뉴런에는 도파민을 노르에피네프린으로 전환하는 효소인 도파민 β-하이드록실화효소(DBH)도 존재한다. 에피네프린이 신경전달물질인 다른 뉴런에서는 페닐에탄올아민 N-메틸기전이효소(PNMT)가 노르에피네프린을 에피네프린으로 전환한다. 따라서 에피네프린을 신경전달물질로 사용하는 세포는 4가지 효소(티로신 하이드록실화효소, 방향족 L-아미노산 탈카복실화효소, 도파민 β-하이드록실화효소, 페닐에탄올아민 N-메틸기전이효소)를 함유하지만, 노르에피네프린을 신경전달물질로 사용하는 세포는 3가지 효소(페닐에탄올아민 N-메틸기전이효소가 없음)만 함유하고, 도파민을 신경전달물질로 사용하는 세포는 2가지 효소(티로신 하이드록실화효소, 방향족 L-아미노산 탈카복실화효소)만 함유한다.

### 분해
카테콜아민은 혈액을 순환할 때 반감기가 몇 분이다. 카테콜아민은 카테콜-O-메틸기전이효소(COMT)에 의한 메틸화나 모노아민 산화효소(MAO)에 의한 탈아미노화를 통해 분해될 수 있다.
모노아민 산화효소 저해제(MAOI)는 모노아민 산화효소에 결합하여 카테콜아민과 기타 모노아민을 분해하는 것을 방지한다.
카테콜아민의 이화 대사는 두 가지 효소에 의해 매개되는데, 시냅스 틈과 세포질에 존재하는 카테콜-O-메틸기전이효소(COMT)와 미토콘드리아 외막에 위치한 모노아민 산화효소(MAO)이다. 두 효소 모두 보조 인자를 필요로 하는데, 카테콜-O-메틸기전이효소는 Mg2+를 보조 인자로 사용하는 반면 모노아민 산화효소는 FAD를 보조 인자로 사용한다. 이화 과정의 첫 번째 단계는 모노아민 산화효소 또는 카테콜-O-메틸기전이효소에 의해 매개되는데, 이는 카테콜아민이 존재하는 조직과 위치에 따라 달라진다(예를 들어, 시냅스 틈에서 카테콜아민의 분해는 카테콜-O-메틸기전이효소에 의해 매기되는데, 이는 모노아민 산화효소가 미토콘드리아 효소이기 때문이다). 이 대사 경로의 다음 이화 단계에는 알코올 탈수소효소, 알데하이드 탈수소효소, 알데하이드 환원효소가 관여한다. 에피네프린과 노르에피네프린의 최종 분해 산물은 바닐릴만델산(VMA)으로, 이는 소변으로 배설된다. 도파민의 이화 대사는 호모바닐산(HVA)의 생성으로 이어진다.

## 기능

### 양상
노르에피네프린과 도파민이라는 두 가지 카테콜아민은 중추 신경계에서는 신경전달물질로 작용하고, 순환하는 혈액에서는 호르몬으로 작용한다. 카테콜아민인 노르에피네프린은 말초 신경계의 신경전달물질이지만 혈액에도 존재한다(대부분은 교감 신경계의 시냅스로부터 유출을 통해).
혈액 내 카테콜아민 수치가 높은 것은 스트레스와 관련이 있는데, 스트레스는 심리적 반응이나 소음 수준의 증가, 강한 빛, 낮은 혈당 수치와 같은 환경적 스트레스 요인으로 인해 유발될 수 있다.
중추 신경계 외상으로 인해 뇌줄기의 핵, 특히 교감 신경계에 영향을 미치는 핵이 자극되거나 손상되면 카테콜아민의 수치가 매우 높아질 수 있다(카테콜아민 독성이라고 함). 응급의학에서는 이러한 현상이 "카테콜아민 덤프"라고 널리 알려져 있다.
카테콜아민의 수치가 극도로 높은 것은 부신 속질에서 발생하는 신경내분비 종양으로 인해 발생할 수도 있는데, 이는 크롬친화세포종이라고 하는 치료가 가능한 질환이다.
카테콜아민의 수치가 높은 것은 브루너 증후군이라고 알려진 모노아민 산화효소 A(MAO-A) 결핍으로 인해 발생할 수도 있다. 모노아민 산화효소 A는 이러한 신경전달물질의 분해를 담당하는 효소 중 하나이기 때문에, 모노아민 산화효소 A가 결핍되면 이들 신경전달물질의 생물학적 이용가능성이 상당히 증가한다. 이 질환은 크롬친화세포종, 신경내분비 종양, 카르시노이드 증후군이 없는 경우에 발생하지만 얼굴의 홍조 및 공격성과 같은 증상이 카르시노이드 증후군과 유사해 보인다.
급성 포르피린증은 카테콜아민의 증가를 유발할 수 있다.

### 효과
카테콜아민은 신체가 신체 활동(투쟁-도피 반응)에 대비하도록 전반적인 생리적 변화를 일으킨다. 전형적인 효과로는 심박수, 혈압, 혈당 수치가 증가하고 교감 신경계의 전반적인 반응이 나타난다. 톨카폰(중추 COMT 저해제)과 같은 일부 약물은 모든 카테콜아민의 수치를 높인다. 카테콜아민이 증가하면 환자의 호흡수가 빨라질 수도 있다(빈호흡).
카테콜아민은 분해된 후 소변으로 분비되며, 분비 수치를 측정하면 신체 내 카테콜아민 수치와 관련된 질병을 진단할 수 있다. 카테콜아민에 대한 소변 검사는 크롬친화세포종을 감지하는 데 사용된다.

### 식물에서의 기능
카테콜아민은 식물의 44개 과에서 발견되었으나, 필수적인 대사 기능은 밝혀지지 않았다. 이들은 알칼로이드인 벤조[c]페난트리딘의 전구체이며, 이는 많은 약용 식물 추출물의 주요 활성 성분이다. 카테콜아민은 곤충 포식자, 부상 및 질소 해독에 대한 보호 역할을 할 수 있는 것으로 알려져 있다. 이들은 식물 조직의 성장, 시험관 배양을 통한 체세포 배아 형성 및 개화를 촉진하는 것으로 나타났다. 카테콜아민은 인돌-3-아세트산 산화를 억제하고 에틸렌 생합성을 향상시킨다. 또한 지베렐린의 다양한 효과를 상승적으로 강화하는 것으로 나타났다.

## 카테콜아민에 대한 검사
카테콜아민은 인체의 여러 기관계, 주로 신경계와 내분비계 조직의 세포에서 분비된다. 사람이 신체적 또는 정신적으로 스트레스를 받을 때 부신은 특정 카테콜아민을 혈액으로 분비하는 데, 이는 일반적으로 건강한 생리적 반응이다. 그러나 순환하는 카테콜아민이 급성 또는 만성적으로 과잉되면 혈압과 심박수가 매우 높은 수준까지 상승할 가능성이 있으며, 결국 위험한 효과가 나타날 수 있다. 분획된 혈장 유리 메타네프린이나 소변의 메타네프린 검사는 의사가 치료에 적절히 반응하지 않는 고혈압이나 빈맥의 징후를 발견했을 때 특정 질병을 확인하거나 배제하는 데 사용된다. 각 검사는 각각 메타네프린과 노르메타네프린이라고 불리는 아드레날린과 노르에피네프린 대사 산물의 양을 측정한다.
또한 혈액 검사를 통해 신체에 존재하는 카테콜아민의 양을 분석한다.
카테콜아민 검사는 부신이나 신경계에서 발생하는 드문 종양을 식별하기 위해 시행된다. 카테콜아민 검사는 크롬친화세포종, 부신종양 및 신경모세포종 등의 종양에 대한 정보를 제공한다.

## 같이 보기
- 카테콜-O-메틸기전이효소
- 카테콜아민작동성 다형성 심실빈맥
- 카테콜아민 연구의 역사
- 호르몬
- 줄리어스 액설로드
- 펩타이드 호르몬
- 펜에틸아민
- 스테로이드 호르몬
- 교감신경작용제
- 바닐릴만델산